# Alanincykeln

Alanincykeln.

Alanincykeln är en metabolisk cykel som bl.a. är involverad i omsättningen av ammoniak (NH3). Under coricykeln omvandlas pyruvat till laktat, varpå även alanin bildas. Alaninet omsätts sedan i en cykel som liknar coricykeln. Den börjar med en transaminering med hjälp av alaninaminotransferas, som utför följande reaktion i muskelcellerna: 
Glutamat + pyruvat ⇌ α-ketoglutarat + alanin.
Alaninet transporteras till levern där cykeln avslutas med en deaminering, vilket ger urea och pyruvat, som kan ingå i glukoneogenesen för att återbilda glukos.